# 멕시코 국립 자치 대학교
멕시코 국립 자치 대학교(에스파냐어: Universidad Nacional Autónoma de México, UNAM, National Autonomous University of Mexico)은 주로 멕시코 시에 기반을 두고 있는 멕시코의 공립 대학교로서, 학생 인구면에서 아메리카 대륙내 최대 규모의 단일 캠퍼스로 평가받고 있다. 로마 가톨릭교회의 지원을 받는 당시 왕립 및 교황립 멕시코 대학교의 자유주의 대안으로 1910년 9월 22일 후스토 시에라가 창립하였다. 멕시코에서 노벨 상 수상자를 배출한 대학교로, 이곳 출신 수상자로는 알폰소 가르시아 로블레스(평화상), 옥타비오 파스(문학상), 마리오 몰리나(화학상)가 있다.